# Jackiella javanica
Jackiella javanica är en bladmossart som beskrevs av Victor Félix Schiffner. Jackiella javanica ingår i släktet Jackiella och familjen Jackiellaceae. Inga underarter finns listade i Catalogue of Life.